# العلاقات الأردنية الكوسوفية
العلاقات الأردنية الكوسوفية هي العلاقات الخارجية بين الأردن وكوسوفو. أعلنت كوسوفو استقلالها عن صربيا في 17 فبراير 2008 واعترفت الأردن بها في 7 يوليو 2009. تتمتع الدولتان بعلاقات طيبة وودية. وأشادت عاطفة يحيى آغا، الرئيسة الرابعة لكوسوفو، بالمساعدات الأردنية باعتبارها واحدة من أهم شراكات كوسوفو في الشرق الأوسط. أشاد الملك الملك عبد الله الثاني بالعلاقات بين البلدين، مؤكداً أن دعم بلاده لكوسوفو سيستمر. وأضاف أن الأردن ستكثف جهودها في السياسة الخارجية لدعم كوسوفو في عملية الاعتراف.

## تاريخها
خلال حرب كوسوفو عامي 1998-99، أبدت الأردن دعمها لتدخل حلف شمال الأطلسي في كوسوفو وسحبت سفيرها من بلغراد. في ديسمبر 2009 أيد الأردن كوسوفو في الرأي الاستشاري الذي أصدرته محكمة العدل الدولية بشأن إعلان استقلال كوسوفو. وأثار الأمير زيد بن رعد هذه النقاط قائلاً:
- لقد حرمت السلطات في بلغراد، منذ عام 1989، بدافع من النوايا القومية، شعب كوسوفو من حق الحكم الذاتي والمشاركة في الحكومة من خلال القمع المنهجي.
- لقد تم اعتماد قرار مجلس الأمن التابع للأمم المتحدة رقم 1244 بهدف إنهاء العنف من خلال انسحاب القوات الصربية، واستبعاد إمكانية أن تصبح كوسوفو مرة أخرى جزء من صربيا.
- تم اللجوء إلى إعلان الاستقلال باعتباره الملاذ الأخير، بعد استنفاد جميع سبل التفاوض. [3]

أقامت الأردن وكوسوفو علاقات دبلوماسية كاملة في 5 يونيو 2013.